# Great River Railroad (1981)
Die Great River Railroad (AAR-reporting mark GTR) ist eine nach dem Doing-business-as-Verfahren eingetragene Tochterfirma der Rosedale-Bolivar County Port Commission. Die als switching railroad klassifizierte Bahngesellschaft besitzt eine 52 km lange Bahnstrecke im Nordwesten des US-Bundesstaats Mississippi, auf der sie von 1981 bis 2001 Güterverkehr anbot, bis die Infrastruktur aufgrund technischer Mängel gesperrt wurde. 2020 begannen Arbeiten zur Wiederinbetriebnahme.

## Geschichte
1889 eröffnete die Louisville, New Orleans and Texas Railway eine in Nord-Süd-Richtung verlaufene Bahnstrecke von Coahoma bei Clarksdale über Rosedale nach Metcalfe bei Greenville. Drei Jahre später wurde die Betreibergesellschaft durch die von der Illinois Central Railroad (IC) kontrollierte Yazoo and Mississippi Valley Railroad übernommen, die wiederum 1946 in der IC aufging. Nachdem der Personenverkehr in den 1930er-Jahren aufgegeben worden war, legte die IC die Strecke nördlich von Rosedale 1959 vollständig still. Zwischen Rosedale und Metcalfe wurde die Strecke weiter im Güterverkehr genutzt. Die Kombination aus sinkendem Verkehrsaufkommen – 641 Wagen zwischen April 1976 und März 1977 – und anstehenden Investitionen in die Infrastruktur bewegten den inzwischen in Illinois Central Gulf Railroad (ICG) umbenannten Betreiber, am 23. September 1977 die Stilllegung der Strecke bei der Interstate Commerce Commission zu beantragen.
Für den entstehenden Hafen Rosedale am Mississippi River, dessen Errichtung 1977 begonnen hatte, wäre somit jedoch die potentielle Bahnanbindung entfallen. Die Hafenbetreiber, die Stadt Rosedale und das Bolivar County, vereinbarten daraufhin die Übernahme der Strecke von der ICG. Der Verkauf wurde allerdings erst zum 28. Dezember 1981 vollzogen; die Übergabe an die neu gegründete Great River Railroad erfolgte am 1. Januar 1982 und am 8. Januar 1982 fuhr der erste Güterzug der GTR. Die südlich von Rosedale gelegenen neuen Hafenanlagen waren inzwischen durch Gleisanlagen erschlossen worden. Der Betrieb der GTR war von Beginn an eng mit dem Hafenbetrieb verknüpft; so hatte die GTR keine dedizierten Mitarbeiter, sondern Hafenarbeiter mit Zusatzausbildung. Für Instandhaltung der Infrastruktur wurden auch Strafgefangene eingesetzt.
2001 musste die Strecke der GTR aufgrund technischer Mängel gesperrt werden. Ein Stilllegungsverfahren wurde jedoch nicht eingeleitet. Im August 2020 schlossen das Bolivar County und die Chicago, Rock Island and Pacific Railroad einen Vertrag zur Instandsetzung der Infrastruktur.

## Infrastruktur
Die 52 km lange, eingleisige und regelspurige Strecke der GTR führt vom Hafen Rosedale über Beulah, Benoit, Scott und Lamont nach Metcalfe. Dort besteht eine Verbindung mit der Infrastruktur der Columbus and Greenville Railway. Die Eigentumsgrenze liegt nordwestlich von Metcalfe auf Höhe des früheren Abzweigs eines Anschlussgleises zur Greenville Air Force Base. Neben- und Verladegleise liegen im Hafen Rosedale und in Benoit. Bis in die 1990er-Jahre endete das Gleis im Norden im Stadtgebiet von Rosedale, ehe der Abschnitt zwischen dem Ort und dem Abzweig zum Hafen abgebaut wurde.

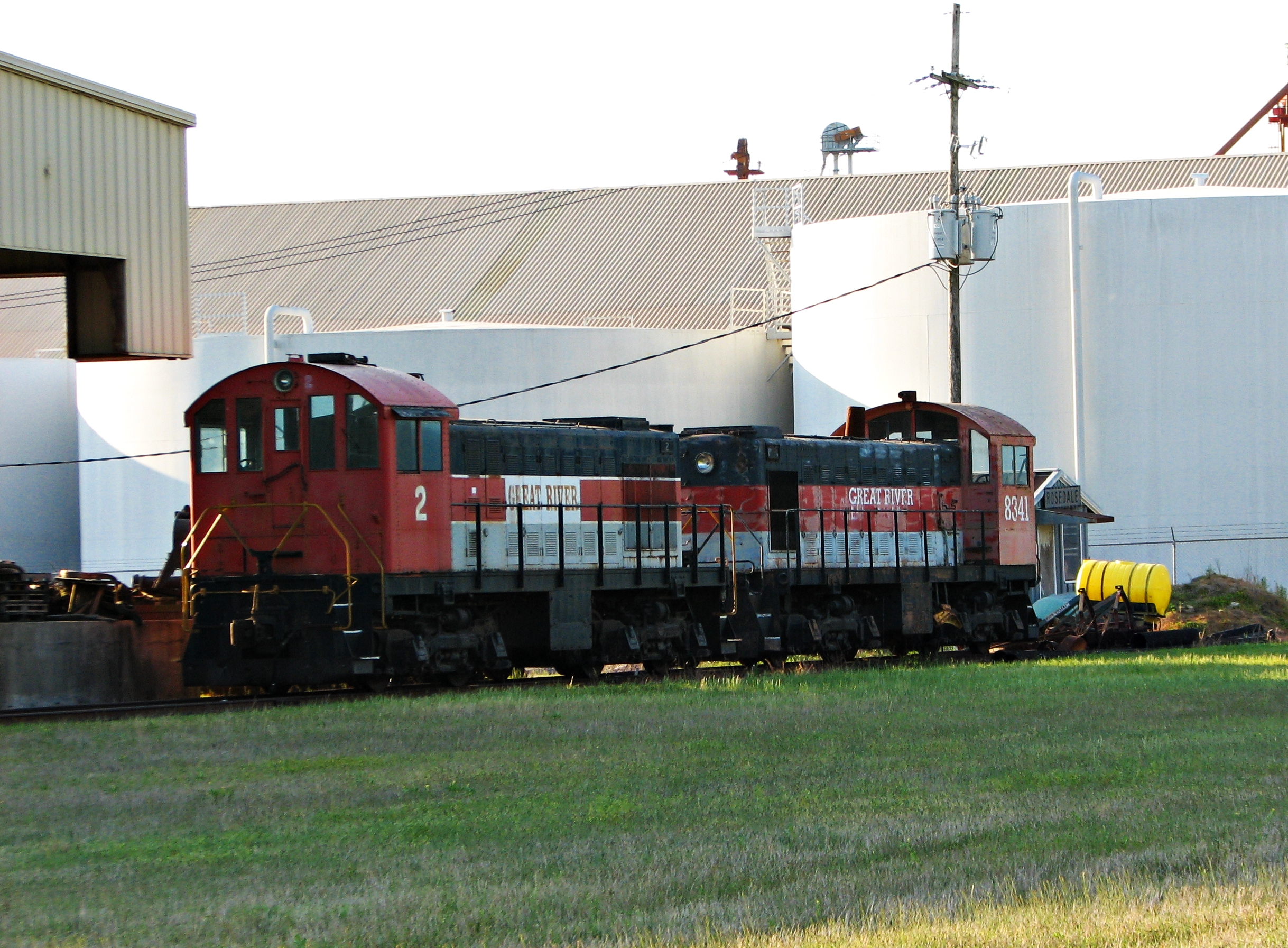
Die beiden Lokomotiven der GTR

## Verkehr
Bis zur Verkehrseinstellung im Jahr 2001 wurden vor allem landwirtschaftliche Güter und Stahl transportiert. Mitte der 1990er-Jahre wurden etwa 200 Güterwagen pro Jahr befördert.

## Fahrzeuge
Die GTR besitzt zwei durch die American Locomotive Company (Alco) hergestellte Diesellokomotiven, eine S-1 (Betriebsnummer 8341) und eine S-2 (Nummer 2). Wartungsarbeiten wurden im Hafen Rosedale durchgeführt.